# Simone Sacchettini

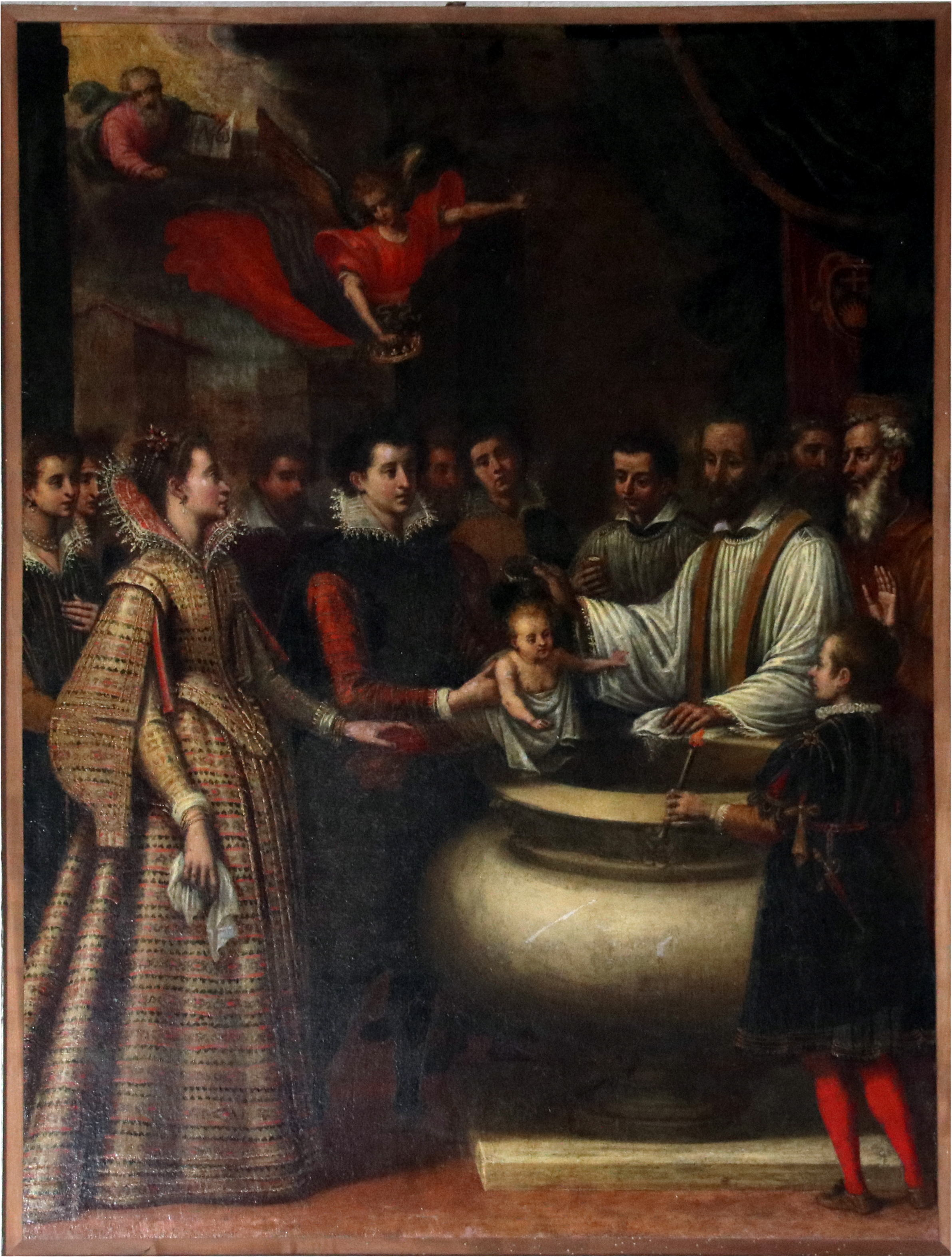
El ángel custodio que preside un bautismo, 1611, Pieve di Sant'Agata (Sant'Agata del Mugello).

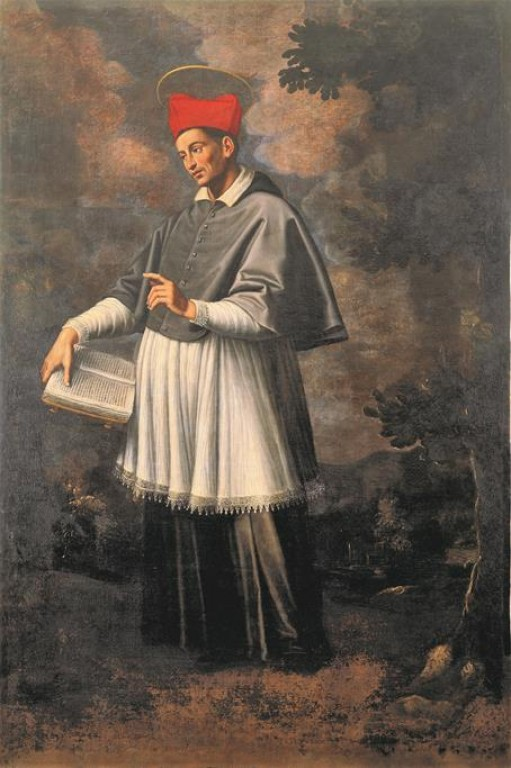
San Buenaventura, 1611, óleo sobre lienzo, 250 x 169 cm, Valladolid, Convento de las Descalzas Reales.

Simone di Marco Sacchettini (documentado en Florencia de 1600 a 1659) fue un pintor italiano.

## Biografía y obra
Discípulo de Domenico Passignano, se matriculó en la Accademia delle arti del disegno de Florencia el 23 de febrero de 1600 y fue elegido académico en 1618. A partir de ese año ocupó en la institución diversos cargos, repitiendo en más de una ocasión como cónsul, tesorero, conservador y consejero hasta su retirada, con cargo de cónsul, en diciembre de 1659.
En contraste con esa larga trayectoria en la Accademia es muy poco lo que se conoce de su obra, que tiene un carácter típicamente contrarreformista en las telas de altar firmadas de la iglesia parroquial de Sant'Agata, aldea del municipio de Scarperia e San Piero, en la comarca toscana de Mugello: Virgen del Rosario y santos (1611), enmarcada por los quince misterios del rosario en pequeños recuadros, El ángel custodio presidiendo un bautismo (1611), sobre el altar del baptisterio, y San Carlos Borromeo y  San Francisco recibiendo los estigmas, ambas de 1616, en sus respectivos altares de la nave.
Contribuyó con dos lienzos —San Antón y San Buenaventura— a la serie de 32 pinturas destinadas al Convento de las Descalzas Reales de Valladolid encargadas a 19 pintores florentinos por Cristina de Lorena, madre de Cosme II de Médicis, para complacer con ellas a la patrona del convento, la reina Margarita, esposa de Felipe III. Las pinturas salieron de Livorno en junio de 1611 y llegaron en julio a Cartagena, parte de ellas en muy mal estado. Terminada la construcción del convento se encargó a Santiago Morán copiar o rehacer las pinturas dañadas y dadas por perdidas, pero, contrariamente a lo que se había creído, Morán no realizó las copias y traspasó el trabajo a Mateo Serrano, que se encargó de su restauración conservando los originales, al menos en parte, como han puesto de manifiesto estudios y restauraciones recientes. Un año después, para las exequias celebradas en Florencia en 1612 en honor de la reina Margarita de Austria, destinataria del anterior encargo, pintó una de las grisallas que debían adornar la nave del templo, con la representación de la reina besando de rodillas la mano del papa Clemente VIII (Florencia, depósitos de la Galleria degli Uffizi).